# 荣誉勋章 (苏联)
荣誉奖章（俄语：Орден «Знак Почёта»）是由苏联中央执行委员会于1935年11月25日颁令设立的一种民事奖章，授予在生产、科学研究、文化及其他形式的社会活动方面取得杰出成就；促进苏联与其他国家在经济、科技、文化和其他领域之间的交流联结；及在基础和应用研究方面作出重大贡献的苏联公民。

## 历史
1988年12月28日，苏联最高苏维埃主席团的一项法令将荣誉奖章由，更名为荣誉勋章，將勋章下部的俄文“Знак Почёта（荣誉奖章）”更改為黨徽。苏联解体后，苏联荣誉勋章被俄罗斯于1994年3月2日第442号总统令所设立的"俄罗斯荣誉勋章" 所替代。

## 颁授
获得本勋章者需满足以下条件：
- 表彰工业、农业、建筑、交通、通信、贸易、公共餐饮、住房和公共服务、消费服务等国民经济领域的高效率
- 为实现高劳动生产率，提高产品质量，降低制造业的材料和人工成本，成功提高社会生产效率
- 在完成和超额完成计划目标的社会主义竞赛中取得优异成绩
- 对新技术投入生产的先进经验，特别是有价值的发明创造和合理化建议
- 在研究活动中取得成功
- 表彰在苏联文化、文学、艺术领域取得的创造性成就，青年一代教育和共产主义教育的成功，培养高素质人才，为人民提供医疗保健，发展体育运动和其他有益于社会的活动
- 表彰在加强国防方面的功绩
- 富有成效的国家和公共活动
- 在发展苏联与其他国家之间的经济、科教文卫和其他方面联系的功绩
- 在拯救生命、保护公共秩序、抗击自然灾害和其他方面所采取的勇敢而机智的行动

1935年11月26日，第一批荣誉奖章被授予红旗歌舞团的10名演职人员。获得该奖章最多的人是塔吉克苏维埃社会主义共和国列宁纳巴德州州长马斯图拉·阿维佐娃、塔吉克苏维埃社会主义共和国哈特隆州库姆桑吉尔区列宁集体农场主席安瓦尔·卡兰达罗夫、塔吉克苏维埃社会主义共和国科学院社会科学部院士兼秘书索利·拉贾波夫。他们共获得了五次荣誉勋章。
荣誉勋章应佩戴在左胸，排列在苏联武装力量中为祖国服务勋章之后，个人英勇勋章之前。

## 样式
勋章呈椭圆形，银质。两侧装饰有橡树枝。勋章中央是一个工人和女工的形象，左右对称地举着写着“全世界无产者，联合起来！”的横幅。在勋章的上部有一个五角星，在旗帜的背景下，有一个浮雕铭文苏联。在勋章的下部有一个浮雕文字“荣誉勋章”。旗帜和星星覆盖着宝石红色的珐琅，并沿着轮廓镶上镀金的边缘。旗杆和铭文是镀金的。